# Andreas Ernst von Stambke
Andreas Ernst Baron von Stambke (* 1670 in Braunschweig; † 19. September 1739 in Neustadt in Holstein) war ein deutscher Staatsbeamter, Gesandter und Diplomat.

## Leben und Wirken
Andreas Ernst von Stambke stammte aus einer großen niedersächsischen Familie. Er war ein Sohn des Braunschweiger Handels- und Ratsherren Heinrich Stambke (getauft am 8. Januar 1626 in Braunschweig) und dessen Ehefrau Katharina, geborene Heidenreich Rörich. Sein Neffe Gottlieb Georg Heinrich von Stambke wirkte als Staatsbeamter, Gesandter und Diplomat.
Von Stambke stand zunächst in hannoverschen Diensten. Baron Georg Heinrich von Görtz vermittelte ihn an den herzoglich-holsteinischen Hof. Von 1710 bis 1713 arbeitete er als Geheimer Kammersekretär und überbrachte 1713 bei Verhandlungen des Hauses Gottorf Anweisungen des Herzogs Karl Friedrich an den Kommandanten der belagerten Festung Tönning.
1716/17 reiste von Stambke mit Baron von Görtz für den Lübecker Fürstbischof Christian August von Schleswig-Holstein-Gottorf nach Großbritannien. Auf der Rückreise gerieten sie auf Wunsch des Londoner Hofes im März 1717 in Holland in Haft, aus der sie vier Monate später freikamen. Anschließend wurde von Stambke zum Staatsrat erklärt. Von 1719 bis 1720 arbeitete er als außerordentlicher Gesandter am Hof von Peter dem Großen. Katharina von Russland ernannte ihn 1721 zum russischen Freiherrn. 1723/24 hielt er sich erneut am Petersburger Hof auf. Von dort abberufen, wirkte er als Hofkanzler.
1725 wurde von Stambke zum Ritter des St. Alexander-Newski-Ordens ernannt, 1727 zum Geheimen Rat. Außerdem trat er in das Geheime Regierungs-Conseil ein. Von 1727 bis zum August 1729 weilte er erneut am Hof in Petersburg. Danach übernahm er für einige Monate einen diplomatischen Auftrag in Paris.
Nach der Rückkehr bekam von Stambke Probleme mit dem Gottorfer Hof, die in Zusammenhang mit dem Sturz des Premierministers Henning Friedrich von Bassewitz standen. Von Stambke sollte angeblich dafür verantwortlich sein, dass die Russen Abschriften der Pariser Verträge bekommen hätten. Von 1731 bis 1733 war er daher nur noch als Amtmann von Reinbek und Trittau tätig. Sitzungen des Geheimen Regierungs-Conseils sollte er nur besuchen, wenn seine Amtsgeschäfte dem nicht im Wege stünden oder auf ausdrücklichen Wunsch des Herzogs.
1733 bat von Stambke die Herzogliche Rentenkammer, ihm ausstehende Gehälter zu zahlen. Als Grund hierfür gab er an, herrschaftliche Dokumente beiseitegeschafft zu haben. Aufgrund dieser Anfrage geriet er am 29. März 1735 in Haft. Die Justizkanzlei verhängte eine lebenslängliche Haftstrafe. Von Stambke bemühte sich erfolglos, dem Herzog seine Unschuld darzulegen. Auch die Fürsprache des hannoverschen Hofes half ihm nicht weiter.
Von Stambke starb 1739 in einem Gefängnis in Neustadt.